# Alophia
Alophia — род многолетних травянистых луковичных растений из семейства Касатиковые, или Ирисовые (Iridaceae). Близки Cypella, Herbertia и Tigridia.
Род не имеет устоявшегося русского названия.

## Этимология
Название рода греческого происхождения: a- означает «без», lophos — «гребень».

## Распространение
Юг Северной Америки, Центральная Америка, Южная Америка.

## Биологическое описание
Растения от 15 до 60 см высотой. Луковицы яйцевидной формы.
Листья складчатые, узко-ланцетные или мечевидные, от 2 до 18 мм шириной.
Цветки актиноморфные, различной окраски.

## Виды
По данным Королевских ботанических садов в Кью:
- Alophia drummondii (Graham) R.C.Foster, 1945
- Alophia intermedia (Ravenna) Goldblatt, 1976
- Alophia medusa (Baker) Goldblatt, 1976
- Alophia silvestris (Loes.) Goldblatt, 1976
- Alophia veracruzana Goldblatt & T.M.Howard, 1992